# Mr. A–Z
Mr. A–Z là album phòng thu thứ hai của ca sĩ-nhạc sĩ người Mỹ Jason Mraz, phát hành ngày 26 tháng 7 năm 2005. Đây là album phòng thu sau Waiting for My Rocket to Come, phát hành năm 2002. Nhà sản xuất Steve Lillywhite, người đã từng làm việc với U2, Dave Matthews Band và The Rolling Stones, đã giành giải Grammy ở hạng mục Nhà sản xuất của năm nhờ thành công với album Mr. A–Z.
Một bản opera solo do Mraz tự trình bày có thể tìm thấy trong track "Mr. Curiousity".

## Doanh số album
Tại Hoa Kỳ, album đứng 3 tuần trên Top 50, đứng cao nhất ở vị trí #5.
- Tuần 1: 67.000(67.000)
- Tuần 2: 34.000(101.000)
- Tuần 3: 24.000(125.000)

## Danh sách track
| STT | Nhan đề                                                  | Sáng tác                                             | Thời lượng |
| --- | -------------------------------------------------------- | ---------------------------------------------------- | ---------- |
| 1.  | "Life Is Wonderful"                                      | Jason Mraz, Stephanie Poole, Alanna Ferri            | 4:20       |
| 2.  | "Wordplay"                                               | Jason Mraz, Kevin Kadish                             | 3:06       |
| 3.  | "Geek in the Pink"                                       | Jason Mraz, Ian Sheridan, Kevin Kadish               | 3:55       |
| 4.  | "Did You Get My Message? (hợp tác với Rachael Yamagata)" | Jason Mraz, Dan Wilson                               | 4:00       |
| 5.  | "Mr. Curiousity"                                         | Jason Mraz, Dennis Morris, Lester Mendez             | 3:54       |
| 6.  | "Clockwatching"                                          | Jason Mraz, Dennis Morris, Ainslie Henderson         | 4:23       |
| 7.  | "Bella Luna"                                             | Jason Mraz, Billy "Bushwalla" Galewood               | 5:02       |
| 8.  | "Plane"                                                  | Jason Mraz, Dennis Morris                            | 5:13       |
| 9.  | "O. Lover"                                               | Jason Mraz, Dennis Morris                            | 3:54       |
| 10. | "Please Don't Tell Her"                                  | Jason Mraz, Eric Hinojosa                            | 3:36       |
| 11. | "The Forecast"                                           | Jason Mraz, Eric Hinojosa                            | 3:44       |
| 12. | "Song for a Friend"                                      | Jason Mraz, Dan Wilson, Dennis Morris, Eric Hinojosa | 8:09       |

| Bonus Tracks | Bonus Tracks                                                             | Bonus Tracks |
| STT          | Nhan đề                                                                  | Thời lượng   |
| ------------ | ------------------------------------------------------------------------ | ------------ |
| 13.          | "Geek in the Pink (Lillywhite Remix)" (iTunes Bonus Track)               | 3:56         |
| 14.          | "Rocket Man (Acoustic Demo)" (U.S. and International iTunes Bonus Track) | 3:35         |
| 15.          | "Burning Bridges (Unreleased Demo)" (International iTunes Bonus Track)   | 3:49         |
| 16.          | "Prettiest Friend (Demo)" (International iTunes Bonus Track)             | 4:19         |